# La Chapelle-sous-Uchon
Pour les articles homonymes, voir La Chapelle.
Ne doit pas être confondu avec Uchon.
La Chapelle-sous-Uchon est une commune française située dans le département de Saône-et-Loire, en région Bourgogne-Franche-Comté.

## Géographie

### Villages, hameaux, lieux-dits, écarts
Allonne. 

### Climat
Pour des articles plus généraux, voir Climat de la Bourgogne-Franche-Comté et Climat de Saône-et-Loire.
En 2010, le climat de la commune est de type climat de montagne, selon une étude du Centre national de la recherche scientifique s'appuyant sur une série de données couvrant la période 1971-2000. En 2020, Météo-France publie une typologie des climats de la France métropolitaine dans laquelle la commune est exposée à un climat océanique altéré et est dans une zone de transition entre les régions climatiques « Lorraine, plateau de Langres, Morvan » et « Centre et contreforts nord du Massif Central ».
Pour la période 1971-2000, la température annuelle moyenne est de 10,1 °C, avec une amplitude thermique annuelle de 16,5 °C. Le cumul annuel moyen de précipitations est de 1 217 mm, avec 13,5 jours de précipitations en janvier et 8,1 jours en juillet. Pour la période 1991-2020, la température moyenne annuelle observée sur la station météorologique de Météo-France la plus proche, « Saint-Symphorien de Marmagne », sur la commune de Saint-Symphorien-de-Marmagne à 7 km à vol d'oiseau, est de 11,1 °C et le cumul annuel moyen de précipitations est de 974,4 mm. 
La température maximale relevée sur cette station est de 42 °C, atteinte le 18 juillet 1964 ; la température minimale est de −22 °C, atteinte le 16 janvier 1985,,.
Les paramètres climatiques de la commune ont été estimés pour le milieu du siècle (2041-2070) selon différents scénarios d'émission de gaz à effet de serre à partir des nouvelles projections climatiques de référence DRIAS-2020. Ils sont consultables sur un site dédié publié par Météo-France en novembre 2022.

## Urbanisme

### Typologie
Au 1er janvier 2024, La Chapelle-sous-Uchon est catégorisée commune rurale à habitat très dispersé, selon la nouvelle grille communale de densité à sept niveaux définie par l'Insee en 2022.
Elle est située hors unité urbaine. Par ailleurs la commune fait partie de l'aire d'attraction d'Autun, dont elle est une commune de la couronne,. Cette aire, qui regroupe 42 communes, est catégorisée dans les aires de moins de 50 000 habitants,.

### Occupation des sols
L'occupation des sols de la commune, telle qu'elle ressort de la base de données européenne d’occupation biophysique des sols Corine Land Cover (CLC), est marquée par l'importance des territoires agricoles (59,8 % en 2018), en diminution par rapport à 1990 (60,8 %). La répartition détaillée en 2018 est la suivante : prairies (52,5 %), forêts (40,2 %), zones agricoles hétérogènes (7,4 %). L'évolution de l’occupation des sols de la commune et de ses infrastructures peut être observée sur les différentes représentations cartographiques du territoire : la carte de Cassini (XVIIIe siècle), la carte d'état-major (1820-1866) et les cartes ou photos aériennes de l'IGN pour la période actuelle (1950 à aujourd'hui).

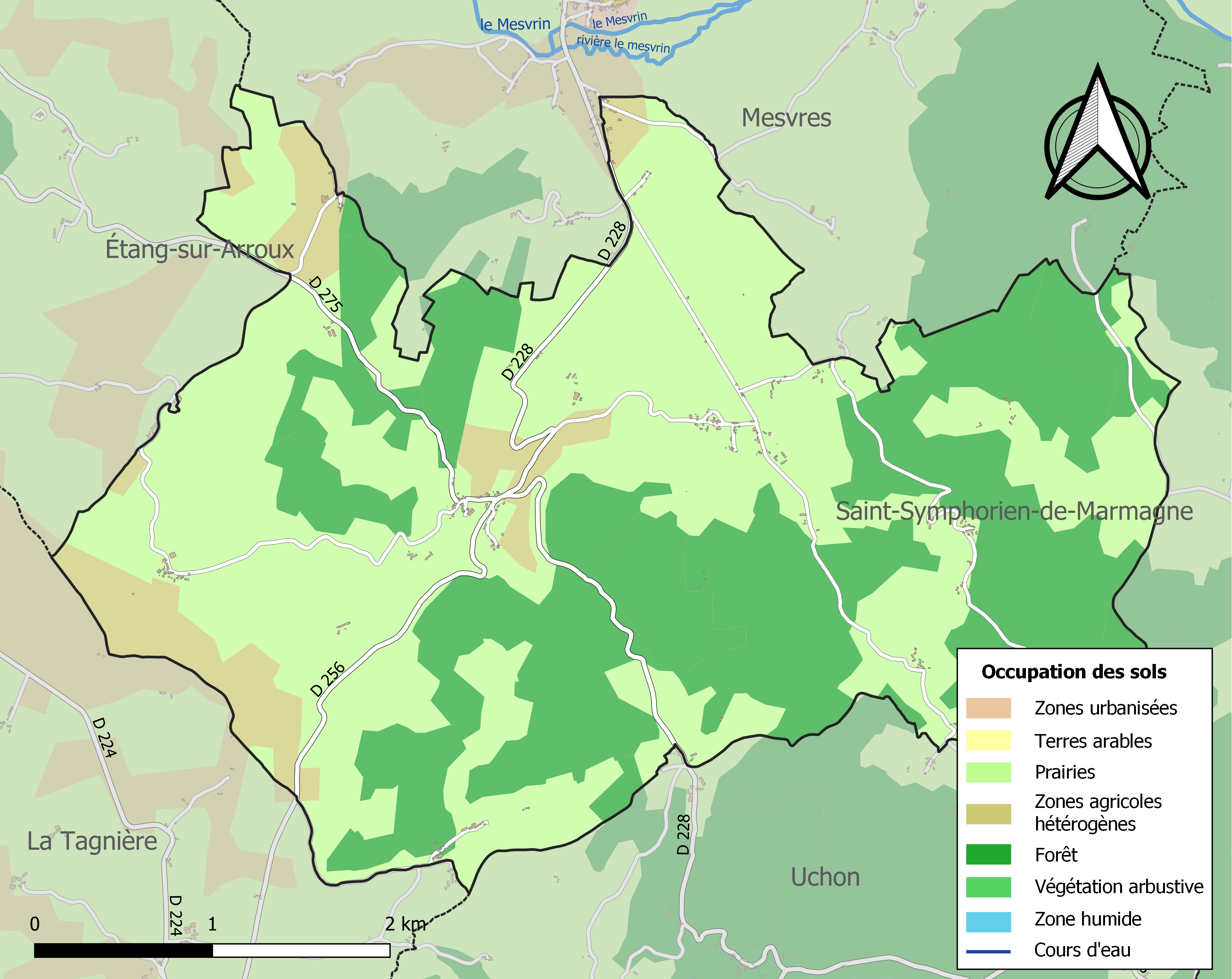
Carte des infrastructures et de l'occupation des sols de la commune en 2018 (CLC).

## Politique et administration
| Période                                  | Période  | Identité         | Étiquette | Qualité |
| ---------------------------------------- | -------- | ---------------- | --------- | ------- |
| Les données manquantes sont à compléter. |          |                  |           |         |
| juin 1995                                | En cours | Jean-Paul Loriot |           |         |

## Démographie
L'évolution du nombre d'habitants est connue à travers les recensements de la population effectués dans la commune depuis 1793. Pour les communes de moins de 10 000 habitants, une enquête de recensement portant sur toute la population est réalisée tous les cinq ans, les populations de référence des années intermédiaires étant quant à elles estimées par interpolation ou extrapolation. Pour la commune, le premier recensement exhaustif entrant dans le cadre du nouveau dispositif a été réalisé en 2008.

En 2022, la commune comptait 194 habitants, en évolution de +6,01 % par rapport à 2016 (Saône-et-Loire : −1,06 %, France hors Mayotte : +2,11 %).
| 1793 | 1800 | 1806 | 1821 | 1831 | 1836 | 1841 | 1846 | 1851 |
| ---- | ---- | ---- | ---- | ---- | ---- | ---- | ---- | ---- |
| 439  | 399  | 464  | 564  | 591  | 614  | 580  | 554  | 526  |

| 1856 | 1861 | 1866 | 1872 | 1876 | 1881 | 1886 | 1891 | 1896 |
| ---- | ---- | ---- | ---- | ---- | ---- | ---- | ---- | ---- |
| 460  | 469  | 512  | 547  | 582  | 563  | 566  | 589  | 595  |

| 1901 | 1906 | 1911 | 1921 | 1926 | 1931 | 1936 | 1946 | 1954 |
| ---- | ---- | ---- | ---- | ---- | ---- | ---- | ---- | ---- |
| 573  | 554  | 502  | 478  | 453  | 430  | 394  | 384  | 314  |

| 1962 | 1968 | 1975 | 1982 | 1990 | 1999 | 2006 | 2008 | 2013 |
| ---- | ---- | ---- | ---- | ---- | ---- | ---- | ---- | ---- |
| 285  | 216  | 211  | 193  | 195  | 211  | 194  | 189  | 181  |

| 2018 | 2022 | - | - | - | - | - | - | - |
| ---- | ---- | - | - | - | - | - | - | - |
| 193  | 194  | - | - | - | - | - | - | - |

## Vie locale

### Culte
La Chapelle-sous-Uchon relève de la paroisse Sainte-Jeanne-de-Chantal, paroisse du diocèse d'Autun qui a son siège à Étang-sur-Arroux et qui regroupe seize villages.

## Culture locale et patrimoine

### Lieux et monuments

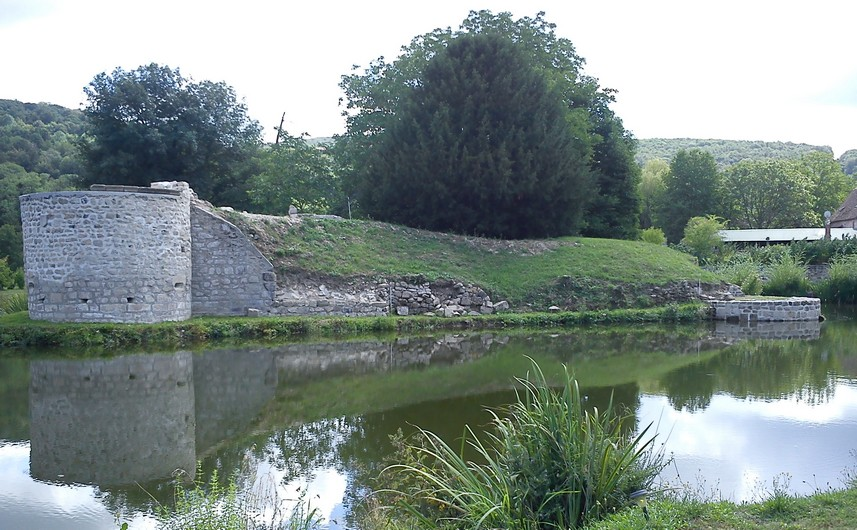
Château-d'Alone Toulongeon, vestiges actuels.

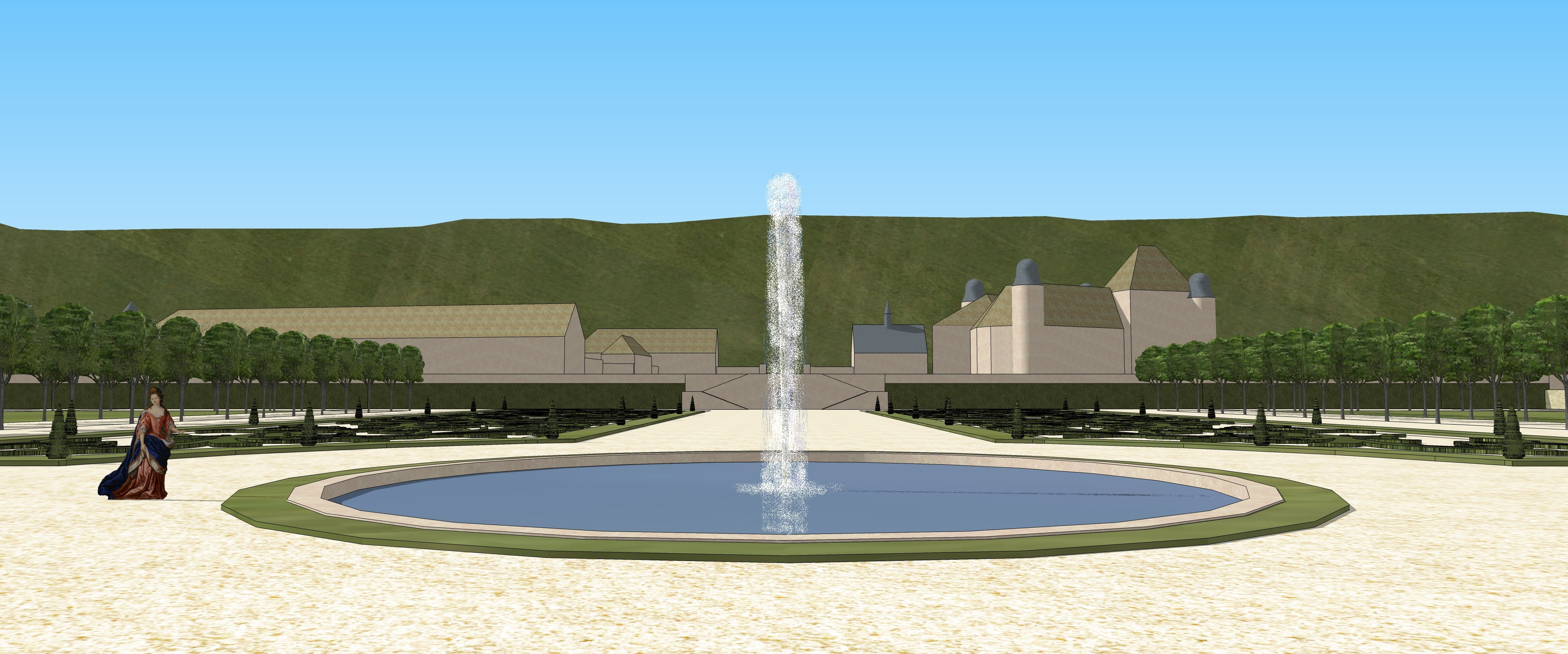
Schéma du château d'Alone-Toulongeon (71) au XVIIIe siècle

- Château d'Alone-Toulongeon (détruit) : agrandi ou reconstruit par l'architecte Samson-Nicolas Lenoir (1756) pour Théodore Chevignard de Chavigny. Après lui, le château appartint au comte de Vergennes, ministre de Louis XVI. Il fut pillé et détruit sous la Révolution française et les terres vendues comme biens nationaux. La terre d'Alone avait été érigée en comté en 1630, par lettres patentes du roi Louis XIII[17].
- L'église paroissiale Saint-Nazaire-et-Saint-Celse, du XIXe siècle pour l'essentiel[18].

### Associations et manifestations
- L'Université Populaire du Goût de Bourgogne y a son siège et organise régulièrement des rencontres festives et culinaires en partenariat avec les producteurs de la commune et avec l'Université du Goût de Normandie, animée par Michel Onfray.
- La Revue Passerelle Eco y a son siège et ses bureaux, et l'association organise régulièrement des rencontres sur la permaculture et l'écoconstrution.

### Personnalités liées à la commune
- Charles Gravier de Vergennes (1719-1787), secrétaire d'État des Affaires étrangères de Louis XVI de 1774 à sa mort.
- Le château d'Alone-Toulongeon fut la résidence de Françoise de Rabutin-Chantal et lieu de villégiature de Madame de Sévigné.

## Pour approfondir